# SN 1973J
SN 1973J – supernowa odkryta 21 maja 1973 roku w galaktyce NGC 4939. W momencie odkrycia miała maksymalną jasność 16,00m.